# Linnarhult

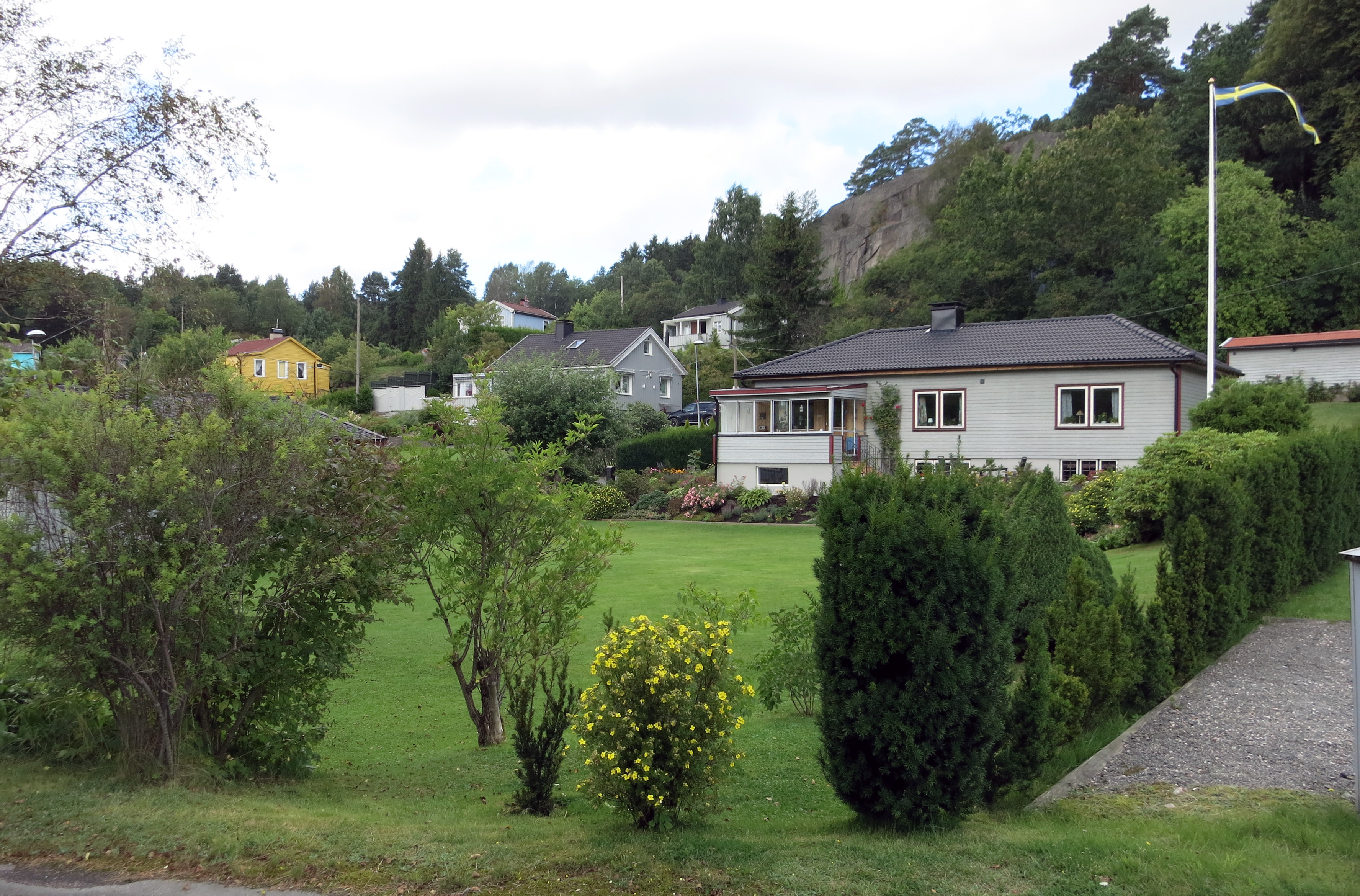
Parti av Linnarhult

Linnarhult är ett primärområde i stadsområde Nordost i Göteborgs kommun, beläget i nordöstra Göteborg. Området består av småhus, villor och industrier utmed länsväg 190, som i Linnarhult går på Linnarhultsbron över Lärjeån.

## Nyckeltal

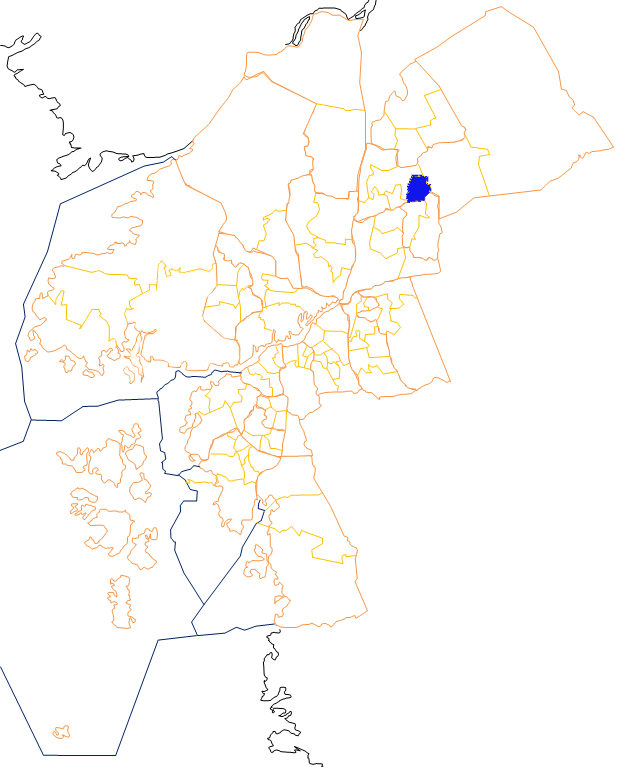
Linnarhult

Nyckeltalen redovisar statistik som beskriver Göteborg och dess 96 delområden, primärområden, per den 31 december och kan användas för att jämföra de olika områdena. Nedan redovisas uppgifter för primärområdet och jämförelse görs mot uppgifterna för hela kommunen.
|                                                           | Linnarhult | Hela Göteborg |
| --------------------------------------------------------- | ---------- | ------------- |
| Folkmängd                                                 | 710        | 587 549       |
| Befolkningsförändring 2020–2021                           | -20        | +4 493        |
| Andel födda i utlandet                                    | 46,5 %     | 28,3 %        |
| Andel utrikes födda eller med två utrikes födda föräldrar | 63,9 %     | 38,1 %        |
| Medelinkomst                                              | 299 500 kr | 332 400 kr    |
| Arbetslöshet                                              | 8,1 %      | 6,6 %         |
| Antal ersatta dagar från F-kassan per person (16-64 år)   | 23,9       | 19,5          |
| Andel med eftergymnasial utbildning (minst 3 år)          | 23,2 %     | 37,9 %        |
| Andel bostäder byggda 1971–1980                           | 72,8 %     |               |
| Andel bostäder i allmännyttan                             | 0,0 %      | 25,9 %        |
| Antal färdigställda bostäder 2021                         | 0          |               |
| Andel bostäder i småhus                                   | 99,1 %     | 18,3 %        |

## Stadsområdes- och stadsdelsnämndstillhörighet
Primärområdet tillhörde fram till årsskiftet 2020/2021 stadsdelsnämndsområdet Angered och ingår sedan den 1 januari 2021 i stadsområde Nordost.

## Skredet vid Linnarhult 1730
Den 16 september 1730 inträffade ett mycket omfattande kvicklereskred i Lärjeåns dalgång vid Linnarhult. Skredområdet är cirka 1 100 meter i nord-sydlig riktning och cirka 100-300 meter i öst-västlig och är i huvudsak beläget på åns östra sida. Dåvarande lantmätaren Wilhelm J Kruse ger ett sammandrag: "Björk, ungek, hassel, lind och rönn. Denna skog och lerkullarna sjönk 16 alnar vid ett område, som kallas Måssen. Tyngden av leran tryckte igen Lärjeån och förde så mycket jord och skog från Espered och Gunnelse inpå Linnarhults ägor att alla deras ängar till 10-20 alnars djup blev överfyllda med lera, skogen ikullslagen, ny skog ditförd ovanpå skredmassorna. En stor ek följde upprätt stående skredmassorna 400 alnar utan att ramla. Lärjeån blev uppdämd 0,5 mil och vattendjupet uppmättes till 20 alnar på vissa Ställen. Sex veckor efter skredet började åns vatten att skära sig ner genom lermassorna. En stark svavelstank kändes i området tills tjälen gick i jorden. Efter ansökan av jordägarna hos landshövding Olof Gyllenborg gjordes inmätning av området vid nyår 1731 då marken var frusen och kunde beträdas."
Under 1960-talet fanns det planer på att leda en stor del av Lärjeåns vatten i en bergtunnel till Göta älv, för att minska påfrestningen på åslänterna.